# Ellen Fuhr
Ellen Fuhr (* 8. Oktober 1958 in Berlin; † 19. September 2017 ebenda) war eine deutsche Malerin und Grafikerin.

## Leben und Werk
Ellen Fuhr entstammte einer Familie mit langer naturwissenschaftlicher Tradition. Ihr Großvater war der Nobelpreisträger Gustav Hertz. Nach dem Abitur in Ost-Berlin absolvierte sie 1977/1978 im Rahmen einer Erwachsenen-Qualifizierung eine Ausbildung zur Biologielaborantin. 1978 bis 1983 studierte sie bei Gerhard Kettner an der Hochschule für Bildende Künste Dresden Malerei und Grafik.
1983 und 1987 wurden ihre Töchter Antonie und Ida geboren. Von 1986 bis 1989 war Ellen Fuhr Meisterschülerin bei Gerhard Kettner an der Akademie der Künste der DDR. Danach lebte und arbeitete sie in Berlin und auf Hiddensee. Sie war Mitglied der Gruppe Pankower Künstler, die 1997 auf Anregung von Gerhard Wolf die Galerie Forum Amalienpark gründete.
Ellen Fuhr gehörte zu den wichtigen Künstlern des Berliner Ostens. Sie war bis 1990 Mitglied des Verbands Bildender Künstler der DDR. 1986 reiste sie für diesen mit Christine Stäps nach Paris, um die Ausstellung Femmes-artistes de la R.D.A. zu beaufsichtigen. Sie hatte eine große Anzahl von Einzelausstellungen und Ausstellungsbeteiligungen, darunter 1987/1988 die X. Kunstausstellung der DDR und 2019 im Museum der bildenden Künste Leipzig. 
Ellen Fuhr war mit dem Biophysiker Günter Fuhr (* 29. Juli 1953) verheiratet.

## Rezeption
„Die viel zu früh verstorbene Künstlerin malte das Chaos der Großstadt, ihre Dynamik und Nervosität. Sie liebte die Tristesse seiner mehr oder weniger verkommenen Transitorte, ihre pulsierende Geometrie, die blau-orangen Bahnhofsmondnächte, die schwingenden Treppen nach (n)irgendwo, die Überführungen und Ampeln. Ihre Arbeiten muten wie eine bildgewordene Sinfonie der Großstadt an.“
„Ellen Fuhr hat ihre Arbeiten in einer Mischtechnik entwickelt, bei der sie mit Flächen und Linien das Bild oft über Monate aufbaute, teilweise überarbeitete, ganz übermalte und es so Schicht um Schicht immer mehr verdichtete. Dabei ging es auch um Bewahren und Verwerfen, also um maßgebliche Entscheidungen während des Malvorgangs.“

## Museen und öffentliche Sammlungen mit Werken Ellen Fuhrs (unvollständig)
- Beeskow: Kunstarchiv Beeskow
- Berlin: Stiftung Kunstforum der Berliner Volksbank
- Berlin: Stiftung Stadtmuseum Berlin
- Cottbus: Brandenburgisches Landesmuseum für moderne Kunst
- Leipzig: Museum der bildenden Künste
- Stendal: Winckelmann-Museum[4]

## Werkbeispiele

### Tafelbilder
- Mauer (1990, Mischtechnik auf Papier, 69 × 97 cm; aus der Serie Mauerstadt; Stiftung Kunstforum der Berliner Volksbank)
- S- und U-Bahnhöfe (2001–2011, Mischtechnik auf Papier; Serie von 15 Bildern)[5]

### Druckgrafik
- Porträt Thomas (1985, Radierung; auf der X. Kunstausstellung der DDR)[6]
- Ursula Strozynski (1987, Radierung)[7]
- Die Weltverbesserer (2014, Serie von Holzschnitten)[8]

### Künstlerbuch
- Picasso, Rubens und Monet auf Hiddensee. Ein Kunstführer für Kinder von Ellen Fuhr, von ihr angefertigt und illustriert 2007. Eigenverlag, 2018.

## Postume Einzelausstellungen (unvollständig)
- 2018 Berlin, Galerie der Berliner Graphikpresse[9]
- 2018 Berlin, Forum Amalienpark
- 2019 Lohne, Kunstverein „Die Wassermühle Lohne e.V.“ („Glück im Spiel“)
- 2020 Heringsdorf, Kunstpavillon („Bilder wie Lieder“)
- 2020/2021 Berlin, Galerie Helle Coppi („Zufall, Glück und Spiel“; Malerei und Arbeiten auf Papier)
- 2022: Mühlberg, OT Altenau, Ateliers & Galerie im alten Pfarrhof (mit E.R.N.A.)